# BK3
BK3 (Bill Kreutzmann Trio) byla americká rocková skupina, kterou v roce 2008 založil dřívější člen Grateful Dead Bill Kreutzmann. Další zakládající členové byli Scott Murawski a Oteil Burbridge. Později se ke skupině přidal James Hutchinson.